# Sundar Singh Gurjar
Sundar Singh Gurjar (1 de enero de 1996) es un deportista indio que compite en atletismo adaptado. Ganó dos medallas en los Juegos Paralímpicos de Verano, bronce en Tokio 2020 y bronce en París 2024.

## Palmarés internacional
| Juegos Paralímpicos | Juegos Paralímpicos | Juegos Paralímpicos | Juegos Paralímpicos |
| Año                 | Lugar               | Medalla             | Prueba              |
| ------------------- | ------------------- | ------------------- | ------------------- |
| 2020                | Tokio (Japón)       | Medalla de bronce   | Jabalina F46        |
| 2024                | París (Francia)     | Medalla de bronce   | Jabalina F46        |